# 沙洛讷苏勒吕德
沙洛讷苏勒吕德（法語：Chalonnes-sous-le-Lude，法語發音：[ʃalɔn su lə lyd] ⓘ，意为“勒吕德下方的沙洛讷”）是法国曼恩-卢瓦尔省的一个旧市镇，属于索米尔区。2016年12月15日，沙洛讷苏勒吕德和相邻的另外13个市镇合并为新市镇努瓦扬维拉日（Noyant-Villages）。

## 地理
沙洛讷苏勒吕德（47°33'33"N, 0°10'21"E）面积16.49 平方千米，位于法国卢瓦尔河地区大区曼恩-卢瓦尔省，该省份为法国西部内陆省份，大致对应安茹地区，北起顺时针与马耶讷省、萨尔特省、安德尔-卢瓦尔省、维埃纳省、德塞夫勒省、旺代省、大西洋卢瓦尔省和伊勒-维莱讷省接壤。
与沙洛讷苏勒吕德接壤的市镇（或旧市镇、城区）包括：莫讷河畔马西伊、布罗、希涅、代讷泽苏勒吕德、梅涅勒维孔特。
沙洛讷苏勒吕德的时区为UTC+01:00、UTC+02:00（夏令时）。

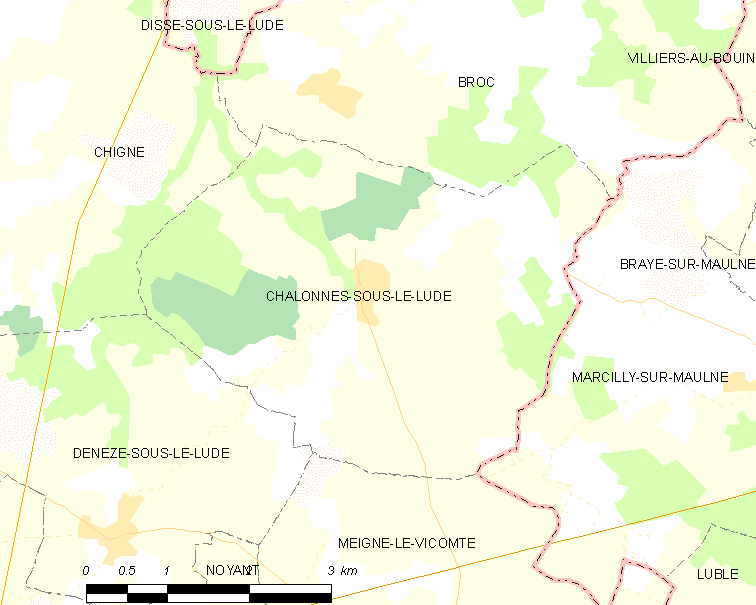
沙洛讷苏勒吕德的OSM定位图

## 行政
沙洛讷苏勒吕德的邮政编码为49490，INSEE市镇编码为49062。

## 政治
沙洛讷苏勒吕德所属的省级选区为安茹地区博福尔县。

## 人口

1962-2008年间沙洛讷苏勒吕德人口变化图示

沙洛讷苏勒吕德于2018年1月1日时的人口数量为115人。